# 眼压
眼压（intraocular pressure，IOP）又称眼内压，是眼球内容物对眼球内壁的压力。大部分人（人群的95%）的眼压范围是在10-21mmHg间，而「正常眼压」这个说法则是不精确的。正常人的眼压一般双眼的差异不大於5mmHg，每天的波动范围在8mmHg之内。眼压高，往往会对视神经造成损害，导致青光眼。
人类的眼压，是通过房水的生成和排出的动态平衡来维持的。房水由睫状突的无色素细胞分泌，进入后房，经过瞳孔到达前房，有两大排出途径：
1. 经过前房角的小梁网进入Schlemm管（英语：Schlemm's_canal），到达集合管，再到达睫状前静脉
2. 经过前房角的睫状体带进入睫状肌间隙，进入睫状体和脉络膜上腔，然后通过血管的间隙进入静脉引流。

这两个通道到目前为止人们发现都是压力依赖性的，并没有一个主动运输的过程。

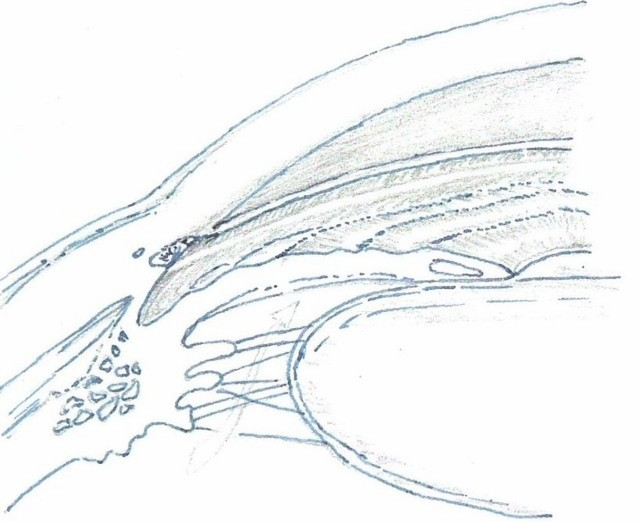
房水引流途径

眼压的高低就决定于房水生成和排出的动态平衡，可以由三个参数影响：房水的生成速率，房水排出的阻力和静脉压。一般静脉压力是很少变化的，那么调节眼压的药物就是调节房水的生成速率和排出阻力。